# 时空之轮
《时空之轮》（香港也有譯名為「时空穿梭机」）是由史克威尔（现史克威尔艾尼克斯）开发，并于1995年在超级任天堂平台发行的电子角色扮演游戏（RPG）。《时空之轮》开发团队有被史克威尔称为“梦幻团队”的三名设计师：史克威尔最终幻想系列生父坂口博信；自由设计师，艾尼克斯畅销系列勇者斗恶龙的生父堀井雄二；自由漫画家，以勇者斗恶龙和《七龙珠》创作而闻名的鸟山明。青木和彦担任游戏制作人，加藤正人撰写了多数情节，作曲家光田康典在患病前谱写了大部分配乐，其余曲目主由最终幻想作曲者植松伸夫谱写。游戏讲述一群冒险者为阻止世界毁灭而时间旅行故事。
史克威尔于1999年在日本索尼PlayStation平台再版游戏，再版由东星软件移植；2001年，游戏和PlayStation《最終幻想IV》以《最终幻想编年史》名义重新打包在北美市场发行。略微强化的任天堂DS版游戏于2008年11月在日本和北美发行，2009年2月在澳大利亚和欧洲发行。任天堂DS版是首个在歐洲发行的版本。此外《时空之轮》还移植到移动电话、Virtual Console、PlayStation Network、iOS、Android和Microsoft Windows等平台。
《时空之轮》一经发售就获得评论和商业成功，迄今被视为史上最伟大的电子游戏之一。《任天堂力量》杂志称赞《时空之轮》多方面的革新，包括多重结局、聚焦于角色发展的剧情相关支线任务、独特的战斗系统和精细的畫面。《时空之轮》是日本1995年度的第二畅销游戏，截至2003年3月超级任天堂和PlayStation版合计全球出货達265万套。2008年發售的任天堂DS版累計銷量達134万套。

## 玩法
《时空之轮》在标准电子角色扮演游戏机制之上做了數項创新。玩家在設有各種森林、城鎮和迷宮的二維虛構世界控制主人公及其夥伴，各場景區域間透過微縮比例的俯視世界地圖連接。森林、城镇等区域使用寫實比例的俯视地图，玩家可以在此购买道具、服务，解决谜题和挑战，還可能遭遇敌人。和随机遇敌的传统RPG不同，《时空之轮》中许多敌人直接顯示在场景地图上，或是隱藏袭击队伍。接觸敵人就會发生战斗，战斗直接在场景地图上展开，而非切換到專門的战斗画面。
在战斗中，玩家和敌人可以使用物理或魔法攻击伤害目标，还能使用道具、发动治愈或是保护自身。每名角色和敌人都有一定的生命值；角色遭受成功攻击对会损失生命值，使用药品或魔法则可恢复。玩家角色損失全部HP后將无法战斗；全部玩家角色在战斗中倒下时游戏就会结束，玩家必须从之前存档点重新游戏，不过个别剧情相关战斗允许或强令玩家失败。玩家可以在非戰鬥時为角色装备武器、防具、头盔，以及带有特殊效果的饰品（比如提升攻击力或防御魔法），战斗内外还可以使用各种消耗性道具。道具和装备可从商店购买，也可从场景地图——通常是宝箱——中找到。玩家通过探索新场景和与敌人战斗来推动《时空之轮》的故事。
《时空之轮》使用即时战斗系统——由伊藤裕之为史克威尔最终幻想游戏系列设计的基本要素——并谓之为“即时战斗系统2.0”。每名角色都有自己的行動槽，行動槽會依照角色速度能力值逐漸充滿，當充滿时角色即可行動。魔法和特殊物理攻击通过“技能”系统完成。技能需消耗角色魔法值（类似生命值的数字计数器）方能发动發動，且多有特定效果範圍——一些魔法会伤害站成一团的怪兽，还有些则会伤害一条直线上的怪兽。敌人在战斗中的位置常非固定，因此使用技能需要策略考慮。《时空之轮》還特有多角色聯協技——每名角色有8个个人技能，可以和其他角色联合发动效果更强的双人或三人技能。比如克罗诺的旋转剑“龙卷”可以和露卡的“焰掷”结合发动“火旋風”。当全部角色发动聯協技的魔法值都足够時，游戏就会自动出现连聯協技选项。
《时空之轮》还有其它几个独特的游戏特性，其中包括时间旅行。玩家可以到达游戏世界的7个历史时期，过去的行动会影响将来的事件。玩家需要穿越历史寻找新伙伴、完成支线任务并寻找关键敌人。时间旅行通过时空门，或被称为“时间门”的光柱完成，也可以通过时间飛船“Sylbird”完成。游戏有13个不同结局，出現何結局依玩家最终战的到達時間、方式及勝利與否決定。任天堂DS版新增了一个结局，在完成最終新增迷宮並擊敗新增隱藏頭目後即可觀看。《时空之轮》还有New Games+选项；在完成游戏后，玩家可以用上次通关时的角色等级、技能和装备重新游戏。然而和某些和情节紧密相关的道具不会继承，玩家需要重新寻找，比如正宗刀；同时金钱也会被重置。史克威尔也在之後游戏中——如《穿越时空》、《寄生前夜》、《放浪冒险谭》和《最终幻想X-2》——應用了New Game+概念。

## 情节

### 设定
《时空之轮》发生于一个和地球相似的世界，有原始人类和恐龙共生的史前世代，由骑士、怪兽和魔法構成的中世纪，還有贫困人类和有感情的机器人为生存而斗争的后末日未来。角色為獲得队友、收集装备、打听完成任务有用的消息，而頻繁时间旅行。团队还能到达时之尽头（显示为∞年），这里有能將他们送到曾到達时间的光柱。队伍最终能获得名为“时之翼”——昵称“Sylbird”——的时间旅行飛船。飞船在第一次强制到达时之尽头后，就能在各个时间中穿梭。

### 角色
《时空之轮》有7名来自各历史时期的玩家角色。游戏开始的AD 1000年有克罗诺、玛尔和露卡。克罗诺是沉默的主人公，一名以日本刀戰鬥的无畏青年。玛尔（公主玛尔蒂亚）居住在加尔帝亚城堡，虽然是受到保护的公主，但内心更喜欢隐藏其王室身份。机械天才露卡是克罗诺的好友，家中擺滿实验设备与機械。从AD 2300年来的罗博，或称普罗米修斯（代号R-66Y），是为帮助人类创造的具有人性的机器人。罗博在未来休眠，被露卡发现并修复，之后为表感谢而加入队伍。非常自信的艾拉居住在BC 65,000,000年，具有非常强大的原始力量，是伊欧卡的酋长，带领她的村民和名恐龙人战斗。
最后两名玩家角色是青蛙和魔王。青蛙生活在AD 600年，原名格雷，是一名护卫；魔王杀死他的好友赛拉斯，并将其变为人形青蛙。勇武但深陷后悔的青蛙献身守护加尔帝亚皇后莉妮，并为赛拉斯复仇。同时，AD 600年的加尔帝亚和魔族的战争，魔族在的领导下发动对人类的战争。魔王揭开了他遥远的过去；他原名嘉基，是吉尔王国的王子，吉尔在BC 12,000年被拉沃斯毁灭，他在事故中被流放到遥远的未来并长大，他试图向拉沃斯复仇，并寻找姐姐莎拉的下落。拉沃斯是外来寄生生物，在成长中吸收DNA与地球的能量，于1999年觉醒并毁灭世界。

### 故事
在AD 1000年，克罗诺在千年祭上巧遇從王宮出逃的公主--“玛尔”，不知道玛尔身份的克罗诺自告奮勇帶玛尔四處遊玩，碰巧看见露卡与其父在千年祭上展示她的新传送装置。当玛尔自告奋勇参与传送时，她的吊坠与设备产生干涉，产生的时空门将她吸走。克罗诺和露卡先后重建时空洞，并发现自己到了AD 600年，他们看到玛尔从眼前消失。露卡明白这时因为当时的国王错将玛尔当成被绑架的王妃，产生王妃死亡而玛尔随之消失的祖父悖论。克罗诺和露卡在卡艾尔的帮助下救出了被绑架的王妃，从而让历史恢复正常。三人在和卡艾尔分别回到现代后，现加鲁帝亚大臣以绑架公主的罪名判处克罗诺死刑。露卡和玛尔帮助克罗诺逃跑，三人在追兵的追随下，从偶然发现的另一个时空门逃脱。他们通过传送门来到AD 2300年，得知他们先进的文明因巨大生物拉沃斯在1999年出现而毁灭。三人誓言阻止他们世界在未来毁灭。在遇到机器人罗博并将其修复后，罗博表示希望和眾人一起旅行而加入。由於出現不同時空的人物一起穿越時空洞導致錯亂，意外進入时之尽头，克罗诺一行遇到了时之尽头的老贤者哈修，贤者指引他们获得魔法，以及发现几个可以穿越时间的光柱。
克罗诺一行人回到AD 1000年卻身在魔族居住的地區，克罗诺從魔族口中打聽到巨大生物拉沃斯出現的原因與魔王有關。眾人為阻止未來的悲劇，決定再回到AD 600年協助打倒魔王軍團。意外發現卡艾尔的真實身份。为修复卡艾尔的剑拜访史前时代后，被捲入恐龍人和原始人的戰鬥，認識了原始人的女戰士艾拉，他们返回AD 600年將劍交給卡艾尔一起挑战魔王，并认为他就是拉沃斯之源；然而战斗后出现的时间门将克罗诺等传送到过去原始時代，為了對抗恐龍人，艾拉也加入隊伍。在原始时代，团队和恐龙人战斗并见证了拉沃斯的起源。他们明白了拉沃斯是数千万年前坠落到星球的外星物种，并一直吸收万物的DNA和能量，1999年在星球表面出现后导致星球毁灭。為了調查拉沃斯，一行人進入拉沃斯墜落的坑洞，進入新的時空隧道。在BC 12,000年，克罗诺和伙伴知道吉尔王国最近发现了拉沃斯，并尝试通过魔神器吸收它的能量获得永生。然而吉尔女王监禁了克罗诺一行。虽然吉尔女王的女儿莎拉将他们放出，但最近开始给女王策划的迷之男“预言者”又强迫她将一行送离王国，并将他们从古代而来的时间门封印。他們只好尋找回到BC 12,000年的方法，玛尔想起在未來的監視者巨蛋有看到科學家嘉修使用吉尔王國的技術，於是一行人利用時間盡頭的光柱開啟時間門，回到AD 2300年寻找名为时之翼（又称Sylbird）的时间机器，来无需时间门到达各个时期。他们回到吉尔前往启动魔神器的海底神殿。拉沃斯因魔神器苏醒，预言者这时称他就是魔王，为杀死拉沃斯而到此。克罗诺站出来抵挡了拉沃斯的强烈攻击，却因此而死亡，之后拉沃斯毁灭了吉尔王国。
克罗诺的伙伴从一个村庄醒来并找到魔王，他承认他就是吉尔王子嘉基。他回忆称，在海底神殿的灾难中，吉尔三贤者被流放到各个时间，而他被流放到中世纪。吉尔化为魔王并赢得一众追随者，他策划召唤并杀死拉沃斯的计划，以救出他生死未卜的姐姐莎拉。但是在和克罗诺一行战斗后出现了時空洞，拉沃斯出现并将他送回吉尔王国时代，他便在此時空內伪装成预言者，等待復仇的時機。在克罗诺的伙伴出发时，海底神殿升到空中并变成黑梦。团队到時空盡頭找哈修寻求帮助，哈修交给他们一个名为“时空之卵”的蛋形设备，一行通过它在克罗诺将死的瞬间用玩具玩偶换出克罗诺。克罗诺和伙伴接着在哈修的指引下，通过穿越时间帮助人们获得力量。他们的旅程包括击败残余的魔族，阻止罗博的疯狂人工智能创造者，解决卡艾尔和赛拉斯的情谊，找出并买回神秘的太阳之石、取回彩虹之贝，并帮助恢复被沙怪毁灭的森林。团队进入黑梦并击败吉尔女王，之后成功击败拉沃斯，拯救了他们世界的未来。
如果魔王加入队伍，他会离开寻找莎拉。克罗诺的母亲在时空们临关闭前突然进去，克罗诺、玛尔和露卡为此驾驶Sylbird出发，同时烟花照亮夜空。如果团队驾驶Sylbird撞破拉沃斯的外壳，玛尔会在节庆上帮助他爸爸悬挂莉妮之钟，却意外的被几个气球带飞走。克罗诺跳起来帮助她，但未能让气球落下。二人在彼此的怀里，穿过多云的夜空。
任天堂DS版加入了两个新剧本。在第一个剧本中，克罗诺和伙伴可以通过帮助恐龙人的“龙之圣域”，获得强力的道具与防具。第二个剧本加入了《时空之轮》和续作《穿越时空》的联系。在New Game+中，团队可以探索数个次元扭曲点，和黑暗版本的克罗诺、玛尔和露卡战斗，并和称在帕莱波利起兵消灭加尔帝亚王国的达尔顿对战。团队还能和“时间吞噬者”——在《穿越时空》中莎拉和拉沃斯的融合——的原型梦之吞噬者战斗。在此结局中，一个平行的魔王请求莎拉抵抗融合，然而莎拉还认得出她的弟弟，她拒绝帮助并将他放逐。莎拉随后消除了他的记忆，魔王从森林中醒来，只记得他的心中有一件重要的东西，他决定寻找他遗忘的东西。

## 开发与版本

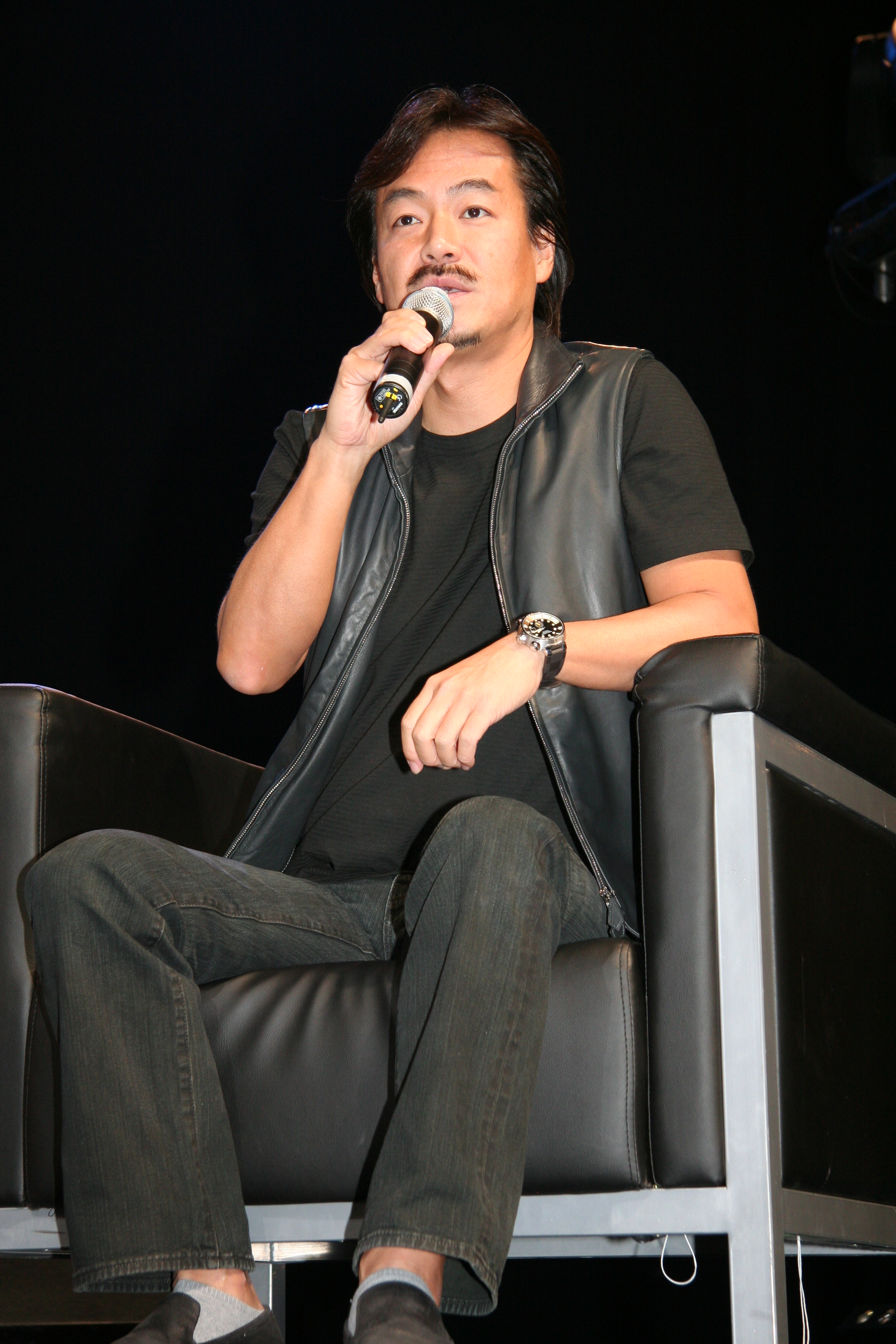
坂口博信，“梦幻团队”成员之一

《时空之轮》由被称为梦幻团队的三名制作人——最终幻想系列生父兼制作人坂口博信，勇者斗恶龙系列总监与生父堀井雄二，著名漫画家、连载《七龙珠》的作者鸟山明——在1992年构思。三人为研究计算机图形前往美国，决定创作“之前无人做过”的东西。在花费一年多思索开发新游戏的困难后，他们接到主动提议制作的青木和彦的电话。四人相聚并用四天展开腦力激盪构思游戏。史克威尔召集了五十多名开发者，包括史克威尔指名的故事企划师，编剧加藤正人。开发从1993年上半年开始。一名没有记录名称的史克威尔职员提议开发团队制作时间旅行主题游戏，但加藤最初因担心重复、无趣的游戏性而反对。在开发的初年，加藤和堀井之后每天会面数小时探讨游戏剧情编写。史克威尔最初将作品划归圣剑传说系列，并将暂定名“玛尔岛”；田中弘道（后来《穿越时空》的总监）监督鸟山明的早期设计。团队希望在任天堂计划的超级任天堂磁盘设备上发行游戏；当任天堂取消此项目后，史克威尔转而为超级任天堂卡带开发游戏，并将游戏重命名为“时空之轮”。田中相信ROM卡带平台能从场景地图无缝转换到战斗场景。
青木最终担任《时空之轮》制作人，总监则由松井聪彦、北濑佳范和时田贵司担任。鸟山设计游戏美工，包括角色、怪兽、交通工具以及各时代的景貌。加藤正人还提供了角色理念与设计。加藤计划让哈修成为可玩角色，鸟山也绘制了草稿，然而他在开发初期被取消了。开发人员为贴近鸟山的风格而研究了他的图纸。坂口和堀井监督游戏；坂口负责游戏整体系统并提供了几个怪物创意。其他知名设计者还包括，图形总监高桥哲哉和场景图形美工本根康之、野村哲也和直良有佑。蒲田泰彦编写图形，并从雷利·史考特电影《异形》的视觉创作中获得游戏画面明暗分布的灵感。蒲田将游戏的光度和色彩设置在《圣剑传说2》和最终幻想系列之间。
堀井雄二是时间旅行故事（如电视连续剧《时间隧道》）爱好者，在他的《时空之轮》总体故事大纲和鸟山明的创作中加入了时间旅行主题。堀井喜欢玛尔身上祖父悖论的剧本。堀井在谈到故事企划时称，“如果有一个露天广场，我就只写有一个露天广场；我不会写下任何有关细节。之后职员展开头脑风暴，并想出种种有吸引力的人或物放进去。”坂口提出了角色冈萨雷斯等一些小元素；他喜欢玛尔的剧情以及与其父的和解。加藤正人之后编写大部分游戏故事，如前12,000年的场景，修订并完成了大纲。他竭力避免他所言的“一长串的差事”，比如“‘做这个’‘拿这个’‘打败这些怪物’或者‘插下这个标志’”。加藤和其他开发者召开了一系列的会议来确保连贯性，每场通常出席约30人。加藤和堀井最初就提议克罗诺的死亡，但当时是计划让他永久死亡；团队会寻找早先活着的他完成任务。史克威尔认为该剧本太压抑，并要求克罗诺能在后面的故事复活。因加藤无法将剧情分为多重路线，故设计了多重结局系统。北濑佳范和时田贵司编写了各种支线剧情。加藤和作曲家光田康典在开发中结为好友，他们在后来多个项目中共事。游戏战斗在地图画上进行，而非像史克威尔之前大多数作品那样切换到专门的场景；战斗系统程式員樋口勝久称，最大的困难在於，正确载入战斗而無不流暢或短暂的黑色加载画面。游戏使用了动态怪物图形，和之前使用静态怪物图像的最终幻想游戏相比，消耗了远多的内存。
坂口博信将《时空之轮》的开发比作“在鸟山的世界中玩耍”，称游戏中夹杂的幽默场景将一直是“最终幻想中不可能有的”。当史克威尔提出加入一名非人类玩家角色时，开发者通过改编一张鸟山草图创作了卡艾尔。团队因担心玩家可能卡住而需查阅攻略，设置了时之尽头来帮助提示玩家。游戏测试者先前抱怨《时空之轮》太难；堀井解释称“那是因为我们知道的太多了。开发者认为游戏恰好；那是他们太笨了。他们从他们自己的经验思考。谜题也是同样。多数玩家不能想出我们会认为很容易的东西。”坂口之后称，beta测试者对玩游戏第二遍——或称“再次穿越时间的旅行”——的不寻常渴望，表示了他们对New Game+功能的肯定：“只要我们能，我们会因你行为造成小变化，使人们的反应產生微妙變化，即使是最微小的细节……我认为第二次游戏会带着全新兴趣”。重用游戏地点是因为时间旅行产生了很难修复的bug，修正它们会在其他时代产生未知后果。

### 原版与Virtual Console版
团队计划在1994年下半年发行《时空之轮》，但被推迟到次年。1994和1995年日本V-Jump节上演示了《时空之轮》早期alpha版。在游戏发售前几个月，史克威尔给杂志评论者和游戏零售店出货beta版以获得评论。在一个标记日期为1994年11月17日的未完成版中，包含了未使用的游戏曲目、地点，以及其他在最终版变更或移除的功能——比如名为“歌唱之山”的迷宫及其同名曲目。一些名称亦有不同；角色索伊索被称为威纳，玛由妮被称为Ketchappa。此早期版本的ROM镜像被上传到网上，爱好者研究并列出了游戏的差異，如两个未使用的世界地图非玩家角色（NPC）角色的精灵图，以及推测是某些NPC的额外精灵图。大约在游戏发行时，堀井雄二称《时空之轮》較開發團隊的原來“超出了预期”，坂口博信也向游戏图形美工师和场景设计师表示庆贺。坂口打算在他们制作续篇的情况下，完善“從探索鸟山的世界中獲得的雀跃感觉”。
《时空之轮》使用32 Mbit的ROM卡带，卡带同时带电池供电的RAM以储存游戏，无专用卡带集成协处理器。日版《时空之轮》的结尾插画和玩家状态菜单的道具运行计数器不存在于美版。开发者在将这些要素加入原版前就创作了美版，无意间留下了《时空之轮》的早期开发痕迹（如曲目《歌唱之山》）。坂口博信要求泰德·伍尔西将《时空之轮》翻译给英文玩家，并要求在约30天内完成。因没有现代翻译团队的帮助，他记忆剧本并通过查看商品化的玩家攻略的草稿来联系上下文。伍尔西后来回忆称，他更希望有两个半月的时间，并把他匆忙的日程安排归咎于日本当时的普遍态度，即游戏是儿童玩具而不是严肃的作品。他的一些内容因为容量限制而被删除，但他仍认为《时空之轮》是“我曾工作或玩过游戏中最满意的一个”。北美任天堂审查了一些对话，包括提及母乳喂养、饮酒和宗教。史克威尔出货《时空之轮》附带两张世界地图，日本预购买家会获得全息箔片卡。
超级任天堂原版《时空之轮》通过Wii下载服务Virtual Console，2011年4月26日在日本发行，2011年5月16日在美国发行，2011年5月20日在欧洲发行。早在2008年4月《任天堂力量》的读者投票中，《时空之轮》获选成为最期待Virtual Console游戏第3名。游戏还获得IGN10/10的满分。

### PlayStation与PlayStation Network版
史克威尔与1999年在日本PlayStation发行了强化移植版《时空之轮》，此移植版由东星软件开发。史克威尔将发行时间定在1999年续作《穿越时空》之前，让新玩家熟悉其之前的故事。该版本新增了由鸟山明的Bird Studio创作、东映动画绘制的过场动画，外加多种新增功能，在完成各种游戏结局后可以进入。编剧加藤正人参与Bird Studio的企划会议，讨论如何让结尾过场说明与《穿越时空》的微妙联系。移植版后来于2001年在北美——和新翻译的《最终幻想IV》打包——收录于合辑作品《最终幻想编年史》中发行。评论批评《编年史》加载事件漫长且无新游戏功能。同样的内容作为下载游戏通过PlayStation Network与2011年10月4日发行。

### 任天堂DS版
2008年7月2日史克威尔艾尼克斯宣布，他们正式计划将《时空之轮》搬上任天堂DS掌机平台。作曲家光田康典对项目感到满意，在收到史克威尔艾尼克斯的新闻后惊呼“好不容易！”，并称“即使现在来玩，这仍然是一款非常有深度，非常高品質的游戏。我很有兴趣看看现在的孩子在玩的时候会怎么想它。”史克威尔艾尼克斯仍让加藤正人监督移植。他称，“我想根据超级任天堂原版而非PlayStation版。我认为我们应该检查PlayStation版中新增的元素，为将其制作为完全版而重新审视它们并返工。那就是我想到并之后告诉职员的。”史克威尔艾尼克斯在2008年东京电玩展上通过展示鸟山明的原画招徕顾客。
DS再版收录了PlayStation移植版的全部新增要素，并做出其他强化。再版增加了清空原屏幕全部菜单的双屏模式，自动补完的地图，默认的“逃跑”指令，英文版采用更精确并经汤姆·斯莱特里修订的翻译。游戏有两种操作方式可选：一种沿用原超级任天堂版的操作，另一种使用了任天堂DS的触摸屏。加藤正人参与开发，监督新增的怪兽斗技场、龙之圣域和次元扭曲点两个新增区域，外加进一步预示《穿越时空》事件的新结局。扭曲点的一个区域使用了原《时空之轮》的《歌唱之山》曲目。新迷宫评价褒贬不一，GameSpot认为迷宫“令人沮丧”又“重复”，但IGN称“新增任务在游戏中结合非常好”。游戏获得IGN 2008年电子游戏奖之“任天堂DS最佳RPG”提名。任天堂DS版时空之轮是日本2008年第22畅销游戏。

### 手机版
手机版于2011年8月25日通过日本i-mode配送服务发行。iOS版于2011年12月8日发行。该版本在任天堂DS版基础上为iOS优化了图形。Android移植版和日本独占的EZweb版于2012年10月29日发行。

## 音乐

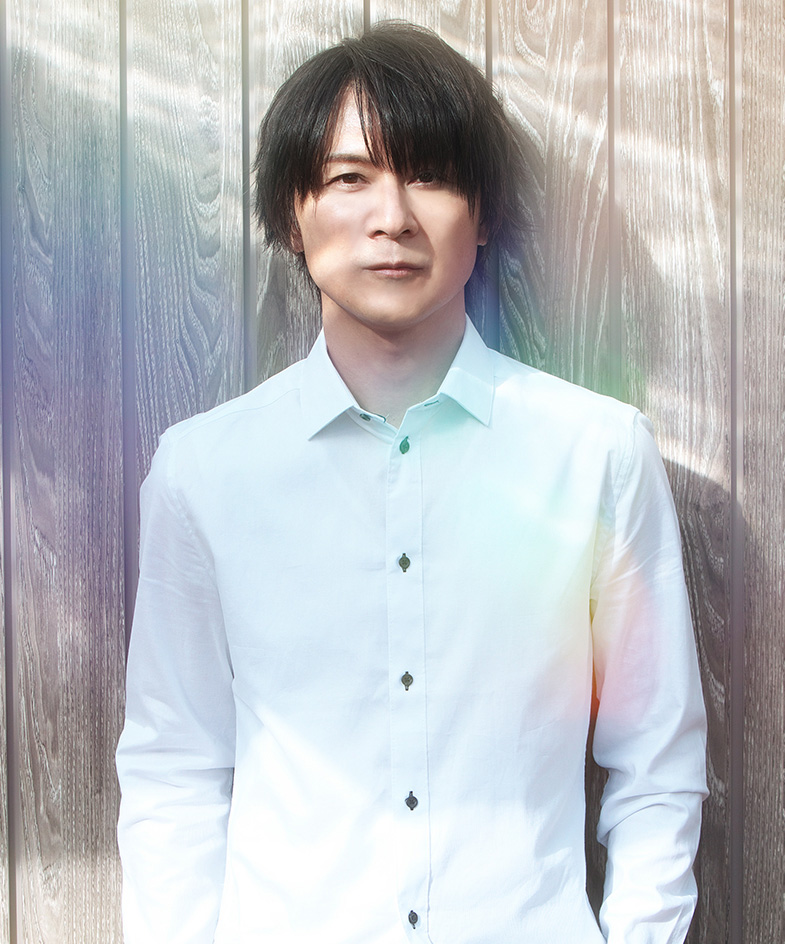
光田康典，《时空之轮》大部分音乐的作曲者，后来为《穿越时空》谱曲

《时空之轮》的配乐主要由光田康典谱写，剩下的曲目除一首由最终幻想系列主要作曲者植松伸夫和松枝贺子合作外，皆由植松伸夫独立创造。当时担任音效程序师的光田对其薪酬不满，并扬言若不能作曲便离开史克威尔。坂口博信提出由他为《时空之轮》配乐，并称“或许你会加薪”。光田谱写了新音乐，并吸收了他过去两年内谱写的个人选辑中的歌曲。他回忆称，“我想要创作不合乎任何现有流派的音乐……虚构世界的音乐。游戏总监加藤正人是我的密友，在进入创作前，我总是和他谈论关于设定和场景的内容。”光田数夜在工作室就寝，并将某些歌曲——比如游戏片尾曲《到遥远的时之彼方》——归功于梦中的灵感。他后来将这首歌归功于在开发《时空之轮》前的灵感，称这歌是用来献给“我想与之生儿育女的那个人”。他还尝试用《时空之轮》主题曲的主乐调营造原声一致的感觉。光田会为每首歌编写2分钟不重复，这是当时史克威尔游戏中不寻常的。光田因硬盘撞击而丢失约40首尚未完工的曲目。光田患胃溃疡后，植松加入项目谱写10首歌曲并完成配乐。光田在游戏发行前返回和职员观看结尾，在看到结尾场面时哭泣了。

游戏曲目数和音效在发行当时都是空前的——1995年商业发行的原声音乐使用了3张碟片。史克威尔还在同年发行了Guido的单碟迷幻爵士编曲辑《时之尽头》。光田称这是尝试前人无人所做之事，他称迷幻爵士和有关流派在日本市场不常见。光田认为《时空之轮》是让他充分发挥才智的里程碑作品。虽然光田后来认为作品曲目“有瑕疵”，但仍称其“对我作曲家的生涯影响重大”。史克威尔在1999年制作的另一张补全PlayStation版《时空之轮》的单碟原声，专辑收录了剧情画面的管弦乐配乐。关户刚谱写的4首新增游戏曲目没有收录在原声中。一些爱好者对光田没有参与移植中而不满，称一些乐器有时听着和原版游戏的不同。他和曾就职的史克威尔艾尼克斯合作，确保任天堂DS版《时空之轮》移植版音乐贴近于超级任天堂版。光田鼓励当代儿童给予游戏原声反馈。预定任天堂DS版的爱好者获得了特别版音乐碟，其中收录了由龟冈夏海指挥的两首《时空之轮》管弦乐编曲；史克威尔艾尼克斯还举办了随机抽奖活动，奖品为两人签名的《时空之轮》乐谱。光田表示选择管弦乐曲集音乐很困难，最终从各时代抽取一首曲目并加上一些角色主题曲。光田后来写道：
|  | 我认为我们和音乐的交互在最近13年发生了极大改变，即使是对于我。不管是好是坏，我认为像距今13年前那样，创作“强劲”的东西会极其困难。然而恰恰相反，这13年中全部所学让我能谱写更复杂的东西。坦率地说，我很难相信13年前的东西能受到如此喜爱。牢记这种感觉，我希望继续谱写更强劲、更复杂的歌曲……我希望附加CD这类追加内容能对扩展《时空之轮》的世界有帮助，尤其是我们做了现场录音。我希望有朝一日还能再有机会发行这类专辑。 |

爱好者大量重混原声，制作了700多首致敬曲目和数张改编曲演奏专辑，并以网络或零售渠道发行。其中如《时与空－给光田康典的致敬》和《时空交响曲》，后者在重混网站OverClocked ReMix上发行。日本爱好者通常通过同人合辑发行他们的重混作品。
1996年在日本东京举办的管弦乐游戏音乐会上，东京交响乐团现场演奏了《时空之轮》的音乐。游戏音乐会交响世界巡游“Play! A Video Game Symphony”的时空组曲包括三首《时空之轮》曲目——《时空之轮》、《卡艾尔主题曲》和《到遥远的时之彼方》；光田同时出席2006年5月27日在芝加哥的音乐会世界首演
。電玩交響音樂會还演奏了《时空之轮》和《穿越时空》的集成曲。《时空之轮》音乐集成曲还是2009年9月“Symphonic Fantasies”上的4首组曲之一，其由交响乐电子游戏音乐会系列创作人制作，阿尼·罗斯指挥。史克威尔艾尼克斯在2009年7月再版了游戏原声，其中收录了光田康典的视频采访。
2021年時被東京奧運選為選手進場時的組曲之一。

## 评价
| 汇总媒体     | 得分   | 得分   | 得分   |
| 汇总媒体     | SFC    | DS     | Wii    |
| ------------ | ------ | ------ | ------ |
| GameRankings | 96%    | 92%    | 不适用 |
| Metacritic   | 不适用 | 92/100 | 不适用 |

| 媒体           | 得分    | 得分                          | 得分   |
| 媒体           | SFC     | DS                            | Wii    |
| -------------- | ------- | ----------------------------- | ------ |
| 1UP.com        | 不适用  | A                             | 不适用 |
| AllGame        | 5/5     | 4.5/5                         | 不适用 |
| 电子游戏月刊   | 9.25/10 | A                             | 不适用 |
| Eurogamer      | 不适用  | 10/10                         | 9/10   |
| Game Informer  | 9.25/10 | 9/10                          | 不适用 |
| GamePro        | 5/5     | 5/5                           | 不适用 |
| GamesRadar+    | 不适用  | 10/10                         | 不适用 |
| GameSpot       | 不适用  | 8.5/10                        | 不适用 |
| GameSpy        | 不适用  | 4.5/5                         | 不适用 |
| IGN            | 9.8/10  | 8.8/10（美国） 9.1/10（澳洲） | 10/10  |
| 任天堂力量     | 4.08/5  | 9/10                          | 不适用 |
| 官方任天堂杂志 | 不适用  | 93%                           | 90%    |
| X-Play         | 不适用  | 5/5                           | 不适用 |
| Fami通         | 34/40   | 不适用                        | 不适用 |

游戏是日本的畅销作。本作最初的超级任天堂版本在開賣2个月内於日本售出200萬份。截至2003年，超级任天堂和PlayStation版累计在日本出货236万份，日本以外29万份。截至2006年，超级任天堂版累計已售出250万份。《Famicom通信》的首个读者交叉评论为游戏打出8/10，之后的交叉评论打出了9/10，本游戏是1995年日本年度第三畅销游戏，仅位列《勇者斗恶龙VI 幻之大地》和《超级大金刚2 迪科斯与迪迪》之后。游戏在北美一经发售也获得相当的成功，收录PlayStation版的合辑《最终幻想编年史》占据NPD TRSTS PlayStation销量榜首位达六周。该版本作为索尼Greatest Hits系列2003年的一款游戏发行。截至2009年3月，任天堂DS版的銷量為日本49万套，北美24万套，欧洲6万套。截至2018年，在未含同年首度上市的PC版本下，本作累計已出貨超過350萬套。
《时空之轮》获得大量來自媒體的好評。1995年《任天堂力量》称其为史克威尔“史上最佳游戏”，称赞其改进的图形、音效和游戏性超越过往RPG作品。《时空之轮》获得《电子游戏月刊》1995年电子游戏奖的数枚奖项，包括最佳角色扮演游戏、最佳卡带游戏音乐，以及最佳超级任天堂游戏奖。2001年《官方美国PlayStation杂志》称《时空之轮》“新颖且及其迷人”，并赞扬了游戏图形、音效和尤为令人印象深刻的故事。2001年IGN评论道“《时空之轮》可能充斥每款游戏机RPG能想到的陈词滥调，但游戏的处理方式令其脱颖而出”，迷人的“故事使其免于太世俗”，是“既往最佳的电子游戏原声之一”。其他评论批评游戏过短且在同时代作品中难度太低。Gamasutra的维多利亚·厄尔对游戏设计平衡性表示称赞，“开发者通过仔细设计的结构和模块化叙述方法，掌控了玩家自由”。
总体而言，评论称赞《时空之轮》“奇妙却不过分复杂的”故事、简单却革新的游戏性，以及多重结局带来的高重玩价值。原版《时空之轮》是得分汇总网站GameRankings上排名第二的超级任天堂RPG。吉尼斯世界纪录在2009年授予其电子游戏史上影响力第32大的游戏。《任天堂力量》因《时空之轮》有十数个结局可供玩家探索，而称其为任天堂历史上最佳结尾之一。汤姆·霍尔创作《星际之门》时从《时空之轮》等游戏机游戏中汲取了灵感，并举篝火场景说明日式RPG的剧情深度。
《时空之轮》经常登上史上最佳电子游戏榜单。游戏在多媒体网站IGN的6次“史上100大游戏”榜单中皆居于高位——2002年第4名、2005年上半年第6位、2005年下半年第13位、2006年第2位、2007年第18位、2008年第2位。《Game Informer》在2001年最喜爱游戏榜单中将作品列为第15名，职员认为它是当时史克威尔制作最佳的非最终幻想作品。GameSpot将《时空之轮》列入2006年4月发布的“史上最佳游戏”榜单。游戏还位列日本杂志《Fami通》2006年“史上最佳100”投票榜单的第28位。《时空之轮》在2004年首次GameFAQs电子游戏战中屈居《最终幻想VII》获得亚军。游戏在2008年电击Online的史上最佳游戏读者投票中获得第8名。《任天堂力量》在20周年庆刊中称《时空之轮》是第5大超级任天堂游戏。游戏位列2012年GamesRadar“史上100大游戏”榜单的第2名，以及“最佳JRPG”榜单的首位。GamesRadar还成游戏是史上第2大超级任天堂游戏，仅次于《超级银河战士》。

## 影响

### 扩展
《时空之轮》引发了数款相关发行作品；最早的是1995年7月31日发行的三款Satellaview作品。它们为源自原版小游戏的竞速游戏《时空之轮 喷气摩托特别版》，记录游戏中角色和怪物的档案《时空之轮 角色博物馆》，以及收录游戏原声音乐的《时空之轮 音乐博物馆》。《角色博物馆》和《音乐博物馆》的内容还是PlayStation版《时空之轮》的附加内容。1996年7月31日的日本V-Jump节上，放映了Production I.G制作的16分钟原创动画录像带（OVA）《时空冒险Numa Monjar～》。

### 爱好者游戏
有两款非官方尝试将部分游戏以3D图形引擎重制到PC的爱好者游戏——尝试重制《时空之轮》10个小互动过场的《时空复兴》（Chrono Resurrection），以及尝试重制整款游戏，但被史克威尔下禁止令而强行停止的《时空之轮重制计划》。另一个爱好者组织通过《时空之轮》ROM破解创作后传《时空之轮：深红回声》（Chrono Trigger: Crimson Echoes）；游戏从2004年开发到2009年；这款长篇游戏虽已实质完成，却同样在2009年5月发布前收到禁止函。函中还禁止散布既存的《时空之轮》ROM破解和文件。在禁止函发布后，未完成版游戏于2009年5月泄出，因其处于早期阶段，故操作受限。更完整的ROM之后在2011年1月泄出，可以自始至终完成游戏。

### 续作
史克威尔在1996年发行了一套4个Satellaview游戏《Radical Dreamers -盗不走的宝石-》。编剧加藤正人认为《时空之轮》以“未尽情节”完成，亲自编写并监督游戏。游戏作为《时空之轮》的外传，解析了前作的零散支线情节。《盗不走的宝石》是短篇文字游戏，只配有少量图像与氛围音乐；游戏从未在日本以外官方发行。史克威尔计划将游戏作为彩蛋加入PlayStation版《时空之轮》，但加藤对其作品不满意并终止收入游戏。
史克威尔1999年在索尼PlayStation平台发行了《穿越时空》。《穿越时空》是《时空之轮》的续作，使用了新设定和角色阵容。游戏使用平行世界主题，被强行送入平行世界主角赛尔吉在原来的世界年幼时就已死亡。在神偷基德的帮助下，赛尔吉努力探寻他貌似死亡的真相，并获得了神秘遗物冻结之炎。编剧兼总监加藤正人将《穿越时空》看作“真正重做的《Radical Dreamers》”，《穿越时空》采用了《盗不走的宝石》中的某些主题、剧本、角色与设定。光田康典改编《盗不走的宝石》中的一些歌曲并为《穿越时空》配乐。《盗不走的宝石》因被视作平行次元，而排出在系列主线之外。《穿越时空》出货達150万套并获得大多數媒体的称赞。
虽然坂口博信在2001年称《穿越时空》开发者想要制作一款新时空游戏，但并没有制作新作的计划。同年史克威尔在日本和美国分别申请商标“Chrono Brake”和“Chrono Break”。然而美国的商标在2003年被放弃。总监时田贵司在2003年的采访中提到了“时空之轮2”。堀井雄二在2005年表示他无意继续制作时空系列，而坂口博信在2007年4月称他创作的《蓝龙》是《时空之轮》的“延展”。光田康典表示有兴趣为新游戏配乐，但担心系列会“会涉及太多的政治”。他强调加藤正人应该参与开发。2008年2月的《Game Informer》将《时空之轮》列为“十大最期待续作”的第8名，称游戏“是史克威尔产品目录的坚实遗产”，并问道“什么该死的搁延？！”在《电子游戏月刊》的2008年6月“怀旧刊”中，编辑·杰里米·帕里什称时空系列是电子游戏爱好者最渴望看到续作的系列。在《Fami通》2009年5月的第一刊中，《时空之轮》在读者最渴望续作投票的50款游戏中名列14。E3 2009上，史克威尔艾尼克斯高级副总裁桥本真司称“如果人们想要续作就应该多去购买！”
在2010年7月对费格斯·厄克特的一次采访中，当问到他最想参与什么系列创作时，他答道“如果可以在所有玩过的游戏中”，他会选择《时空之轮》游戏。当时厄克特的公司黑曜石娱乐正在为史克威尔艾尼克斯制作《末日危城III》。厄克特称，“你制作RPG，我们制作RPG，能看到我们合作就太好了。而且他们真的想开始设涉足西式RPG。那么，稍微让它最终结合起来。”北濑佳范在2011年称他以《时空之轮》的时间旅行机制作为《最终幻想XIII-2》的出发点。